# Адам Цанетопулос
Адам Цанетопулос (грец. Adam Tzanetopoulos, нар. 10 лютого 1995, Волос) — грецький футболіст, захисник клубу «Ламія». Грав за національну збірну Греції.

## Клубна кар'єра
Вихованець юнацьких команд футбольних клубів «Олімпіакос» та «Ніки» (Волос).
У дорослому футболі дебютував 2013 року виступами за команду клубу АЕК, в якій провів чотири сезони, взявши участь у 36 матчах чемпіонату.
2017 року на правах оренди захищав кольори команди клубу «Іракліс».
До складу клубу АЕК повернувся 2017 року, проте фактично не грав і наступного року став гравцем клубу «Аполлон Смірніс».
29 січня 2019 року на правах вільного агента приєднався до складу «Ламії».

## Виступи за збірні
2015 року залучався до складу молодіжної збірної Греції. На молодіжному рівні зіграв у 5 офіційних матчах.
2015 року свій єдиний матч у складі національної збірної Греції.
| Дата       | Місто | Господарі | Результат | Гості    | Турнір            | Голи | Примітки |
| ---------- | ----- | --------- | --------- | -------- | ----------------- | ---- | -------- |
| 11-10-2015 | Пірей | Греція    | 4 – 3     | Угорщина | Відбір до ЧЄ 2016 | -    | 64'      |
| Усього     |       | Матчів    | 1         |          | Голів             | 0    |          |